# Мерик (Њујорк)
Мерик (енгл. Merrick) насељено је место без административног статуса у америчкој савезној држави Њујорк.

## Демографија
По попису из 2010. године број становника је 22.097, што је 667 (-2,9%) становника мање него 2000. године.
| Група             | 2000.          | 2010.          |
| Белци             | 21.097 (92,7%) | 19.692 (89,1%) |
| Афроамериканци    | 127 (0,6%)     | 264 (1,2%)     |
| Азијати           | 510 (2,2%)     | 624 (2,8%)     |
| Хиспаноамериканци | 842 (3,7%)     | 1.301 (5,9%)   |
| Укупно            | 22.764         | 22.097         |